# 卡塔利娜·埃斯特拉达
卡塔利娜·埃斯特拉达·卡瓦哈尔（西班牙語：Catalina Estrada Carvajal；1998年10月11日—），哥斯达黎加女子足球运动员，司职前锋，目前效力于圣彼得堡泽尼特足球俱乐部和哥斯达黎加国家女子足球队。她曾代表哥斯达黎加参加2023年国际足联女子世界杯。